# São Miguel do Iguaçu
São Miguel do Iguaçu là một đô thị thuộc bang Paraná, Brasil. Đô thị này có diện tích 851,301 km², dân số năm 2007 là 26284 người, mật độ 32,1 người/km².